# سیارک ۶۵۵۹۰
سیارک ۶۵۵۹۰ (به انگلیسی: 65590 Archeptolemos، نامگذاری:1305T-3) شصت و پنج هزار و پانصد و نودمین سیارک کشف شده‌است که در ۱۷ اکتبر ۱۹۷۷ کشف شد.